# Deserto de Tule (Arizona)
 Coordenadas : formato inválido
O Deserto de Tule é uma planície desértica localizado na porção sudoeste do estado do Arizona, EUA, próximo a fronteira entre os EUA e México. É considerado parte do Vale do Baixo Colorado, região do Deserto de Sonora. Ele se encontra a oeste das montanhas Cabeza Prieta. O deserto também se estende próximo a parte da fronteira norte do Gran Desierto de Altar, no México.